# Панель индикаторов
Панель индикаторов — инструмент для визуализации и анализа информации о бизнес-процессах и их эффективности. Данные, выводимые на панель индикаторов, обычно представлены в виде ключевых показателей эффективности. Сама система панелей индикаторов может быть составной частью корпоративной информационной системы или самостоятельным приложением. В англоязычной литературе панель индикаторов чаще всего называют business dashboard или performance dashboard.